# Les Grands-Chézeaux
 Les Grands-Chézeaux  (en occitano Lòs Cheusaus) es una comuna francesa situada en el departamento de Haute-Vienne, en la región Nueva Aquitania.

## Demografía
| 369 | 338 | 356 | 308 | 273 | 256 | 261 | 246 |
| Para los censos de 1962 a 1999 la población legal corresponde a la población sin duplicidades (Fuente: INSEE [Consultar]) |     |     |     |     |     |     |     |